# گمینا مینزژتس پودلاسکی
گمینا مینزژتس پودلاسکی (به لهستانی:  Gmina Międzyrzec Podlaski) یک گمینا در لهستان است که در شهرستان بیاوا پودلاسکا واقع شده‌است. گمینا مینزژتس پودلاسکی ۲۶۱٫۵۸ کیلومتر مربع مساحت و ۱۰٬۵۳۹ نفر جمعیت دارد.